# ميشيل رينود
ميشيل رينود رويسغا (بالإسبانية: Michelle Renaud)‏ (ولدت في 9 سبتمبر 1988، في مكسيكو سيتي، المكسيك) هي ممثلة مكسيكية.

## سيرة
بدأت رينود التمثيل عندما كانت طفلة في عام 1992 في مسلسل أنجيليس جنة الخطيئة. عادت للظهور مجدداً في عام 2005 في مسلسل المتمردة.
في عام 2009 شاركت بمسلسل الحرباء من إنتاج Rosy Ocampo . في العام التالي، عام 2010 غنت في مسلسل ماريانيلا الذي لعبت فيه دور لورينا. في عام 2011 أدّت دور كونسيبسيون في مسلسل ني معك ني الخطيئة. في عام 2012، ظهرت في مسلسل العاصفة الريحية.
في عام 2014 ، ظهرت في في مسلسل لون العاطفة . في وقت لاحق من هذا العام، حصلت على دورها الأول في بطولة مع الممثل ألدونزا ألسوكر في مسلسل ظل الباسادو.
في عام 2015، تم دعوتها لتلعب دور ريجينا مونتينيجرو في أوبرا الصابون العاطفة والقوة حيث قدمت عروضاً إلى جانب سوزانا غونزاليس، فرناندو كولونجا، خورخي ساليناس، مارلين فافيلا، ونجوم آخرين. في عام 2019 أدت دور البطولة في مسلسل لحن الانتقام. 

## روابط خارجية
ميشيل رينود على موقع IMDb (الإنجليزية)
- ميشيل رينود على موقع قاعدة بيانات الفيلم (الإنجليزية)
- ميشيل رينود على موقع كينوبويسك (الروسية)